# Winston Cenac
Winston Francis Cenac (Castries, 14 de septiembre de 1925 – 22 de septiembre de 2004) fue un funcionario y político santalucense que encabezó un efímero gobierno en la isla a principios de la década de 1980. Durante algún tiempo ejerció como procurador general de Santa Lucía, San Vicente y las Granadinas y la Isla de Granada. En 1969 renunció al servicio público y se dedicó a ejercer la abogacía en su país natal. Tras la crisis constitucional desatada a raíz del rechazo al presupuesto del gobierno de Allan Louisy, Winston Cenac se presentó como una opción neutral hacia el interior del Partido Laborista para dirimir asperezas entre partidarios y opositores al gobierno.
Cenac asumió la primera magistratura el 4 de mayo de 1981 y asignó las principales carteras a su rival político más destacado, el parlamentario Peter Josie. Pese a su buen carisma nunca fue capaz de recobrar la unidad de los laboristas ni la confianza del electorado y el 17 de enero de 1982, apenas ocho meses después de tomar posesión, se vio obligado a renunciar. Su lugar fue ocupado por el interino Michael Pilgrim. 
| Predecesor: Allan Louisy | Primer ministro de Santa Lucía 1981 - 1982 | Sucesor: Michael Pilgrim |